# 牛汉
牛汉（1923年10月23日—2013年9月29日），本名史承汉，后改史成汉，又名牛汀，曾用笔名谷风，男，蒙古族，山西定襄人，中国现代诗人，七月派成员。中国诗歌学会副会长，中国作家协会全国名誉委员。

## 生平

### 早年生涯
1923年10月，牛汉生于山西省定襄县西关村一个穷苦却具有文化传统的农家，幼年以放羊为生。牛汉的父母都是蒙古族后裔，母亲姓“呼延”。牛汉的父亲在大革命以前，曾在北京大学旁听了两年，并在那时参加了中共党组织的活动，后来回到家乡，在定襄县立初中教史地和语文。父亲告诉牛汉，其祖先自元朝便一直生活在汉族地区，生活安定，不愿再返回蒙古草原。牛汉的本名“史承汉”即根据该意思所起，意为承认汉文化。牛汉的两位舅舅也是中共党员。长大成人后，牛汉身高达到1.91米，肩宽体壮。
1931年前后，山西省开挖己巳渠，占用了牛汉家本来就仅够活命的耕地却不给钱，牛汉的母亲十分气愤，在“一个寒冷的冬夜，她怀里揣一把菜刀”，徒步夜行40里，“闯进一座花园，想要谋杀那个罪大恶极的省长（阎锡山），被卫兵抓住，吊在树上，三天三夜，当作白痴和疯子……”当时牛汉只有七、八岁。
1936年冬，在家乡念初中时，13岁的牛汉参加了牺牲救国同盟会。抗日战争爆发后，1937年10月，他随父亲两个人辞别了留在家中的牛汉的母亲、祖母、两个弟弟和一个妹妹，流亡到陕西省。此后牛汉直到2006年再也没有回过家乡。来到陕西省之后，1938年1月、2月，当时牛汉的父亲在醴泉县工作，牛汉一个人留在西安，靠卖报纸为生。一天，他见到街上张贴的一则广告，称民众教育馆内开办了一个漫画学习班，招收学员，便报名参加。教画的先生中，有一位是诗人艾青，但当时牛汉只迷画画，尚未迷上写诗，所以只跟着艾青学习画画。艾青日后既是牛汉的老师，也是他的朋友。
1938年，牛汉从西安来到甘肃省天水。1938年夏，正在天水国立五中读初中二年级的牛汉，看到胡风主编的刊物《七月》刊登了许多艾青、田间的诗，比《抗战阵地》等刊物的诗好，牛汉很喜欢。《七月》还发表了贺敬之（笔名“艾漠”）的诗《跃进》四首，牛汉也喜欢。

### 加入中共与步入诗坛
1938年冬，15岁的牛汉在天水加入中国共产党。作为中共地下党的三人小组成员，牛汉经常到甘谷生活书店书库看书，鲁藜的长诗《延河散歌》、严辰写的歌颂延安的诗、中国东北的李雷的诗，牛汉都很喜欢。李雷的诗和艾青类似，但比艾青风格粗犷，后来李雷从文艺界消失。牛汉很喜欢绿原的长诗、冀汸的短诗。胡风则是文艺界能吸引牛汉的长辈，牛汉不大看他写的理论文章，只看他的诗。后来，胡风编《七月诗丛》，参加者有艾青、鲁藜、绿原、冀汸。《七月诗丛》对我影响很大。1940年9月，胡风被迫离开重庆赴桂林、香港，后来将诗稿交给邹荻帆编的《诗垦地》。牛汉很喜欢《诗垦地》上的诗，特别是陈辉的诗，清新而美妙。
从1940年到1942年，牛汉在天水念高中，该时期成为他诗歌创作的第一次高潮，写下几百首诗。1940年，牛汉开始发表诗歌。牛汉之所以写诗，受父亲的影响较大。父亲擅长写旧体诗，还订阅了全套《新青年》、《新月》、《未名》、《北新》等杂志。牛汉自幼便受父亲的影响，爱诗、爱画。牛汉的哥哥也喜爱文学。
1941年，牛汉在成都发表诗剧《智慧的悲哀》。1942年发表在桂林《诗创作》上的诗《鄂尔多斯草原》引起诗歌界的注意。1943年，牛汉考入设在陕西省城固县的国立西北大学外语系俄语专业。1945年，胡风自南方回到重庆编《希望》。1945年初，牛汉在西安主编文艺期刊《流火》，托郗潭封通过冀汸请胡风发来诗作。胡风通过郗潭封回话：不相信在西安能编好刊物。结果事实证明，胡风对“反共前哨”西安不可能有好刊物存在的判断很准确。《流火》总共印了1000本，大半被没收。
1945年，牛汉在陕西省城固县青年会阅览室阅读重庆出版的《新华日报》，首次看到了毛泽东《在延安文艺座谈会上的讲话》。牛汉看了很多遍，认为毛泽东的这个讲话不讲人性、个性，只讲阶级性，牛汉当时便产生怀疑，不能接受。

### 地下工作
1946年春，大学尚未毕业的牛汉受八路军西安办事处委派，参与国立西北大学的学生运动，反对美帝国主义和国民党，将校长刘季洪赶下台。最后牛汉被国民党抓进汉中的陕西省第二监狱关押。两个月后，牛汉出狱，随即到河南开封任中共地下党的学运组组长，从事地下工作。
1946年秋，在搜集国民党情报时，牛汉途经河南省伏牛山，被一伙土匪抓住并捆绑，准备枪毙。幸亏土匪头子的儿子柴化周是牛汉的同学，及时赶到才救了牛汉。
1946年，牛汉在伏牛山潭头镇，写出一首讽刺国民党单方面召开的制宪国民大会的长诗，寄上海胡风处，但未获发表，这是因为牛汉不知道《希望》已经停刊。1947年后，牛汉的中共组织关系由中共中央华中局城工部部长吴宪转到晋冀鲁豫工委会组织部长张磐石之处，但牛汉没进入解放区，而是南下赴上海。1947年8月，牛汉在上海想见胡风，但正逢胡风赴苏联驻上海总领事馆看电影，所以牛汉没见到他，只在胡宅见到了胡风的妻子梅志，以及摇篮里的张晓山。1948年2月，牛汉写出长诗《采色的生活》，通过郗潭封寄给胡风，获得胡风肯定，后来该诗转北平《泥土》杂志发表，首次用“牛汉”为笔名。自此，牛汉与胡风开始通信。1948年夏，牛汉出版诗集《彩色的生活》。1948年春，河南的中共党组织被破坏，牛汉必须尽快撤往解放区。1948年8月，牛汉进入华北解放区。
1948年8月初，牛汉抵达北平。在进入华北解放区的前几天，他将身边的全部诗稿寄给上海复旦大学的郗潭封转交胡风。未料胡风替他增补了《鄂尔多斯草原》等诗歌，编成《采色的生活》（列入《七月诗丛》第二集）。1948年下半年，该诗集打好纸型之后，胡风南赴香港，该诗集直至1951年1月方由上海泥土社出版。1949年冬，胡风催牛汉为该诗集写《后记》，1950年春，鲁煤通知牛汉赴文化部招待所（东四头条）将《后记》直接交给胡风，这是牛汉首次见到胡风。
1948年8月到华北解放区之后，牛汉在正定的华北大学工作。北平和平解放前夕，牛汉潜入北平，充任一所学校的保卫工作，率学生开展护校。中国人民解放军开进北平城时，天安门城楼十分脏乱，牛汉率100多名大学生前去打扫，垃圾拉走几大车。当时天安门城楼门上的那把锁，是牛汉亲手砸开。他们还在城楼里举办了一个历史展览，挂有李大钊就义时的照片，牛汉率学生站在照片前，向李大钊默哀。
中华人民共和国成立初期，牛汉是华北大学（1950年改称中国人民大学）校长成仿吾的业务秘书。抗美援朝战争爆发后，他参加了中国人民志愿军空军，随即投身抗美援朝前线。归国后，1953年他到人民文学出版社当编辑。

### 胡风案
中华人民共和国成立以前，牛汉只是七月派的一位追随者，直到中华人民共和国成立以后，牛汉才逐渐成为该派成员。1953年胡风举家迁居北京后，没有被正式安排工作，只担任了一些虚职。胡风很失意，后来才写出三十万言书向上级反映。胡风三十万言书的参与者有阿垅、路翎、绿原、芦甸等人，牛汉、鲁煤、徐放没有参与。这可能是因为牛汉希望少谈政治，多谈诗歌创作得失，故胡风觉得牛汉和鲁煤、徐放与他的观点有区别，所以未让他们参与。1954年深秋一个周六的下午，胡风、绿原、徐放、路翎、芦甸、牛汉等人聚会，芦甸说：“文艺界对胡先生的意见和胡先生的愿望完全相反。胡先生这么有影响的人来北京后这么受冷淡，真让人气愤。在我的心目中，胡先生的形象很伟大，我一生最敬佩的人就是马、恩、列、斯、毛、胡……”胡风在房中踱步，未阻拦也未表态。牛汉对这样高的评价觉得不可理解，不同意，几分钟后牛汉便推说有事而退席。有几个人想拦他，但他执意要走，严望、徐放等人态度和牛汉相近，也随之离开，聚会不欢而散。牛汉对胡风的这种态度很难过，此后至少三、四个月，牛汉没有再看望胡风，也不通电话，胡风等人也不再找他。
牛汉被捕前，人民文学出版社党支部开过两次支部会，王任叔（巴人）主持，冯雪峰未参加。牛汉交代了历史及同胡风的交往之后，张茜（人民文学出版社外文部编辑、陈毅的夫人）主动约牛汉在支部会后留下谈话。张茜对牛汉说，她认为牛汉和胡风的关系主要是文艺思想问题，牛汉要做诚恳深刻的检查。牛汉被捕前两天，张茜已经知道他要被捕，仍特地找牛汉谈话，说事件非常紧迫，但相信牛汉是文艺思想问题，不是政治问题，不是反党问题，然而问题澄清很不容易，过程将很长，希望牛汉相信历史，不要失去信心。这次谈话令牛汉终生感念。
1955年5月13日，牛汉在报纸上看到了《关于胡风反革命集团的第一批材料》。同年5月14日，牛汉因胡风案被中华人民共和国公安部拘捕审查，成为该案第一个遭到拘捕者，关押在人民文学出版社新修的北新桥幼儿园内。次日便由专案组组长张泽光开始审查。牛汉后来称，有人向有关部门反映了牛汉1954年那天拂袖而去之事，所以牛汉第一个遭到拘捕，有关部门实际上是希望牛汉对胡风等人进行揭发。有关部门声称绿原是国民党特务，并认为牛汉了解内情，牛汉却为绿原辩诬，称绿原从没去过中美合作所，牛汉还说阿垅也不是特务，而是为中共工作。牛汉被捕后，家中被抄家，文稿、笔记本、书信都被拿走。1955年11月，由于北新桥幼儿园开始收孩子，牛汉便被迁到顶银胡同的人民文学出版社宿舍继续看管。1956年夏，公安部以及人民文学出版社的王任叔等人来看他，让他先回人民文学出版社。王任叔和他谈话，还握手问好。后来牛汉得知，同时期曾卓、王元化也受到类似处理。此后，牛汉便迁居梯子胡同原人民文学出版社古典部编辑杜维沫曾经住的房子，和现编室的王笠耘等人住在同一个院子。公安部将牛汉移交给人民文学出版社，但不让他回家，只可在住地附近溜弯。牛汉的妻子此时也终于知道了牛汉的下落。1957年5月，公安部通知他可以回家，以后由派出所管理，牛汉随即回到复兴门外铁道部宿舍44栋的家中。牛汉1952年2月3日致胡风的信在《关于胡风反革命集团的第三批材料》中被掐头去尾摘出一节，加上按语，定为有“反革命”意图，成了“反革命”定性的依据。牛汉被审查后，牛汉的母亲曾多次找薄一波。薄一波说：“我说话没有用，毛泽东一个人说了算，别人说不上话啊！”
1957年8月，人民文学出版社通知牛汉回社参加中共党支部会议，称上面要求开此次支部会议。徐达、陆耿圣、王士菁、王任叔、冯雪峰等都来参加。会上称，经中央审查，牛汉历史清楚，定为“胡风反革命分子”，开除中国共产党党籍，回人民文学出版社降级使用，仍从事编辑工作。牛汉在会上只大声说出七个字：“牺牲个人完成党。”办公室的徐扬（女）批判了牛汉几句，便散会，此次支部会议很短。冯雪峰、王任叔始终沉默，一言不发。后来，收到中共中央组织部关于开除牛汉党籍的正式通知，时间为1958年2月（艾青也是在1958年2月遭开除党籍）。此后，他被作为“右派”加以严格管制。
1965年冬，为了给正戴着“反革命分子”帽子的牛汉一个改造机会，让牛汉赴河南省林县参加四清运动。临行前，牛汉突然接到通知，要他先去参加审判胡风的大会，还指定包括牛汉在内的在北京、天津的几位“胡风反革命集团分子”到会作认罪发言，实际上是充当陪斗。会场设在天安门附近的北京市中级人民法院的一个大厅中，这是时隔十年牛汉首次见到胡风。在牛汉眼中，胡风此时已变得冷峻、异样。轮到牛汉发言，起初他照稿子念，后来忍不住为胡风辩护，主审人当即吼道“下去！”并停止了牛汉的发言。这位主审人即当年建议牛汉将笔名“牛丁”改成“牛汀”的人。在这次会上，胡风被判处有期徒刑十四年，周扬在台上坐着。散会后，牛汉、芦甸等几名“胡风反革命集团分子”一起走出法院大门，到前门西边的一家饭馆，每人吃了一碗肉丝面，临别时谁也不愿说再见。这是牛汉最后一次见到芦甸。　

### 文革劳改与创作高峰
文化大革命期间，从1969年9月底到1974年12月的最后一天，牛汉被下放湖北咸宁的向阳湖文化部五七干校十四连劳动改造。因为围湖造田，到1970年夏，向阳湖已经干涸。在咸宁的最初两、三年中，牛汉在连队被当作“头号劳力”干重活，经常扛240斤一个的麻袋，有一段时间还独自专职杀猪。1973年后，这座五七干校的大部分人员都返回原单位，或者调往他处，只剩下包括牛汉在内的“一小撮”仍留在干校校部所在的452高地。1974年底，文化部五七干校撤销，牛汉等人才告别咸宁。
1972年至1974年末，在湖北咸宁五七干校劳动后期，牛汉达到了自己诗歌创作生涯中的第二次高潮。牛汉很喜欢住地不远处的一棵巨大而挺拔的枫树，经常来到树下，让自己因劳动而疼痛弯曲的背脊靠着大树，慢慢让背脊变直。一到初冬，枫树满满都是火焰色宽大的枫叶。牛汉说，“我从来没有见过如此美艳的树叶，我的血肉里觉得这棵枫树挺拔的躯干一直在支持着我，血液里流淌着枫叶的火焰。”他曾多次致信在北大荒劳动并学习木刻的儿子，盼他来看这枫树，希望他将枫树画下来。1973年秋的一个早晨，刚起床的牛汉听见“嗞啦嗞啦”的声音，只见有人正在锯这枫树，木材用来给某大队小学建教室、做课桌。牛汉飞奔过去，见枫树已躺在丛中，不由失声痛哭。不久，路过的一个孩子问牛汉：“你丢了什么这么伤心？我替你去找。”牛汉答不上来。他觉得自己的生命都被拔走了。他把枫树的最后几片绿叶收藏起来。过了很多天，牛汉写下了诗《悼念一棵枫树》。后来儿子终于来看他了，但这时已没有枫树了。

### 新时期的转型
1978年《新文学史料》创办之初，人民文学出版社总编辑韦君宜亲自点名调牛汉参与编辑《新文学史料》。后来，牛汉担任《新文学史料》主编20年，组织发表了不少史料，许多是未发表过的作品。在此期间，为刊物之事，牛汉曾多次与胡风通信。
1978年，为了《新文学史料》组稿，正在参与编辑《新文学史料》的牛汉多次走访萧军。萧军将胡风在成都的通讯处告诉了牛汉，并且对牛汉说应该给胡风写信，将《新文学史料》寄给胡风看。次日，牛汉便给胡风寄了一本《新文学史料》第2期，但未另外写信，仅在封皮上写下了详细通讯地址。牛汉很快便收到胡风8月16日从成都寄出的信，说“冯文有几处不符实际，在那种时候，他能这样写，已是难能可贵了。”这是牛汉和胡风相隔多年后的首次通信。牛汉让全家人都看了胡风的这封信。在回信中，牛汉提到了路翎惨痛的近况，令胡风大为震动。此后牛汉和胡风接连通信。1979年10月之后，牛汉再未收到胡风的来信。
1980年春末，胡风来到北京，住在国务院第二招待所。牛汉骑自行车去看望。见过胡风后，牛汉写了篇《重逢胡风》。1980年秋，牛汉获得平反。1985年至1986年，丁玲自东北农垦局找到资助办起刊物《中国》，实际上是民办公助性质，牛汉担任《中国》的执行主编。《中国》对新生代诗、先锋小说起到了扶持作用。牛汉编《中国》时，刊发了大批朦胧派以及新生代的诗，他还请北岛当《中国》的特邀编辑，北岛任职大约有一年。《中国》还发表了翟永明、海男、唐亚平等人的许多诗作。丁玲一去世，牛汉等人便知道《中国》一定会被停刊，但他们仍努力发表诗歌，直到最后一刻。1986年，《中国》被勒令停刊。
牛汉还曾任《中国文学》执行副主编，人民文学出版社五四文学编辑室主任及编审。后来担任中国作家协会全国名誉委员、中国诗歌学会副会长。
1979年以来，牛汉创作了约二、三百首诗。他曾写过《滹沱河和我》，描写了小时候与滹沱河的往事经历。和《绵绵土》一样都是寄托了对故乡的热爱与思念之情。牛汉的诗，兼有历史和心灵的深度，兼有对社会现实和生命的体验，兼有思想性和艺术性。牛汉的咏物诗，经常将自己的主观精神与感受突入客观对象中，在主体和客体突然相遇并融为一体中提炼诗意。但牛汉年届花甲之时，却突破了这种“七月”遗风，进入了自由无羁、辐射式的梦幻写作。1980年代中后期及1990年代创作的《梦游》、《发生在胸腔内的奇迹》、《空旷在远方》、《三危山下一片梦境》等诗篇，便是这种超越的成果。1980年代起，牛汉还开始写散文。牛汉不下10篇诗文入选人民教育出版社教材及香港、韩国的学生课本。
2003年5月，访问中国的马其顿作家协会主席斯来列夫斯基在中国作家协会向牛汉颁发“文学节杖奖”，这是马其顿作家协会设立的国际性文学奖。2004年，牛汉获得第一届“新诗界国际诗歌奖·北斗星奖”。
2006年7月，牛汉赴山西省忻州市参加“中国诗人联谊会”，联谊会期间，他见到了童年的伙伴、诗人马作楫，二人紧紧拥抱。2006年7月31日，牛汉回家乡拜祭祖坟，痛哭流泪地磕头。
2013年9月29日，牛汉在北京逝世，享年91岁。

## 主要作品
- 鄂尔多斯草原
- 华南虎
- 悼念一棵枫树（获1981年－1982年文学创作奖）
- 汗血马

## 著作
诗歌集
- 《彩色的生活》（1951年）
- 《爱与歌》（1954年）
- 《温泉》（1984年）（获全国优秀新诗集奖）
- 《海上蝴蝶》（1985年）
- 《沉默的悬崖》（1986年）
- 《牛汉诗选》（1998年）

散文集
- 《牛汉散文》
- 《萤火集》
- 《童年牧歌》
- 《滹沱河与我》

评论集
- 《学诗手记》

合集
- 《牛汉诗文集》（五卷本）

回忆录
- 牛汉口述，何启治、李晋西 编撰，我仍在苦苦跋涉——牛汉自述，生活·读书·新知三联书店，2008年

## 家庭
- 岳祖父：吴汝纶，后期桐城派领袖[3]
- 岳父：吴仲侯[2]
- 岳母：疏真卿[2]
- 妻：吴平。曾在河南洛阳一带和牛汉共同从事中共的地下工作。[3]1946年的毕业论文是翻译长篇小说十多万字，外加一篇评述。1948年8月末，吴平来到石家庄的华北交通学院教英语。中华人民共和国成立后，吴平在北京的北方交通大学担任校长茅以升的秘书。她参加接收唐山铁道学院，半年后调到铁道部教育局，历任副科长、科长，1955年升任铁道部高教处副处长。[2]后来由于受到牛汉牵连，被审查至少一年，她担任的党支部书记的职务也被撤换。文化大革命中，吴平因为鲁煤写的大字报而几乎被造反派打死，先后遭殴打九次。鲁煤在大字报中说吴平抄写了胡风的三十万言书。文化大革命后期，吴平在汉口铁路中学担任革委会主任，文化大革命结束后被任命为校长。回到北京后，晚年因骨折而卧床多年，全靠牛汉一个人照料。[3]
- 大女儿：史佳，1947年3月1日生。[2]
- 二女儿：1950年出生，不久因食物中毒而死。[2]
- 儿子：史果，1950年12月20日生。[2]
- 二弟：史光汉，牛汉的二弟，天水的中共地下党员。中华人民共和国成立后，历任文工团团长、县委宣传部长，后被划为“反党集团”分子，“右派”。1958年大炼钢铁时，被一堵墙砸死。[2]
- 三弟：史昭汉，牛汉的三弟，早年参军，受牛汉株连，送北大荒但他不去，回到天水，考取甘肃工大（兰州）。毕业后在天水的工厂当工程师，1989年12月因肺病逝世，享年58岁。[2]
- 内弟：吴长庆，吴平的弟弟，1950年代初在国务院统计局工作。[2]